# Giovanni Antonio Aliprandi

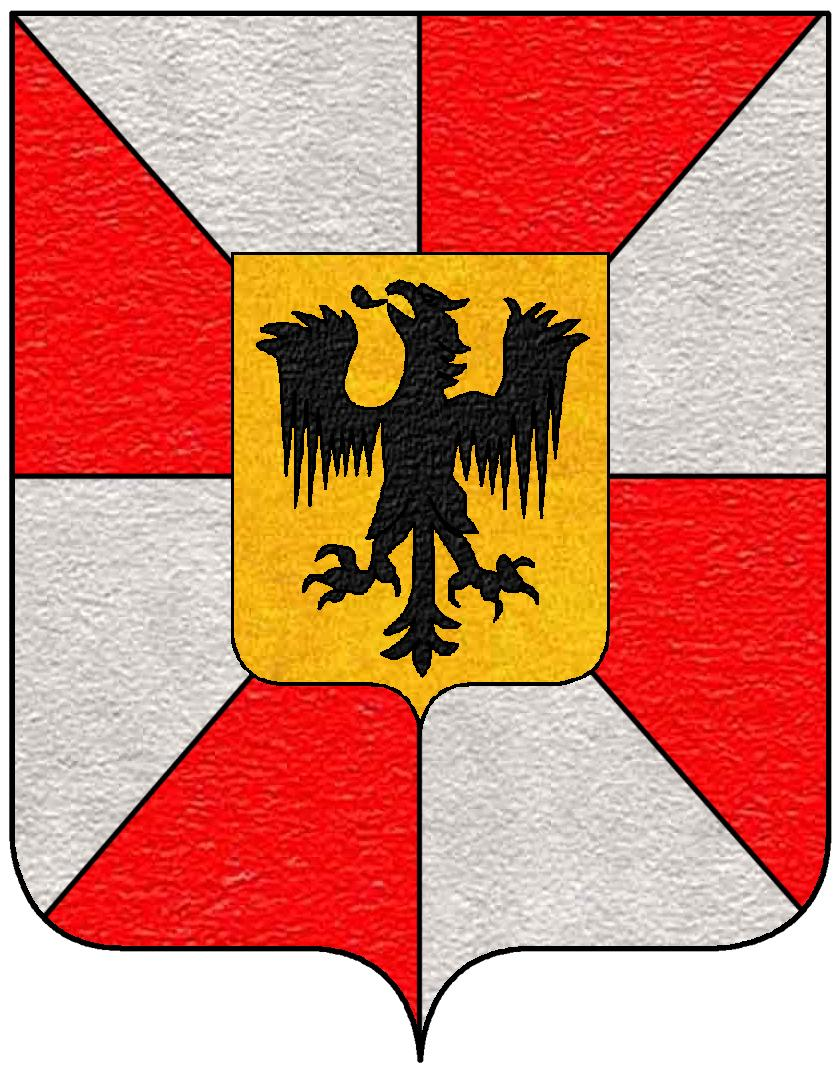
Stemma Aliprandi del ramo di Mantova

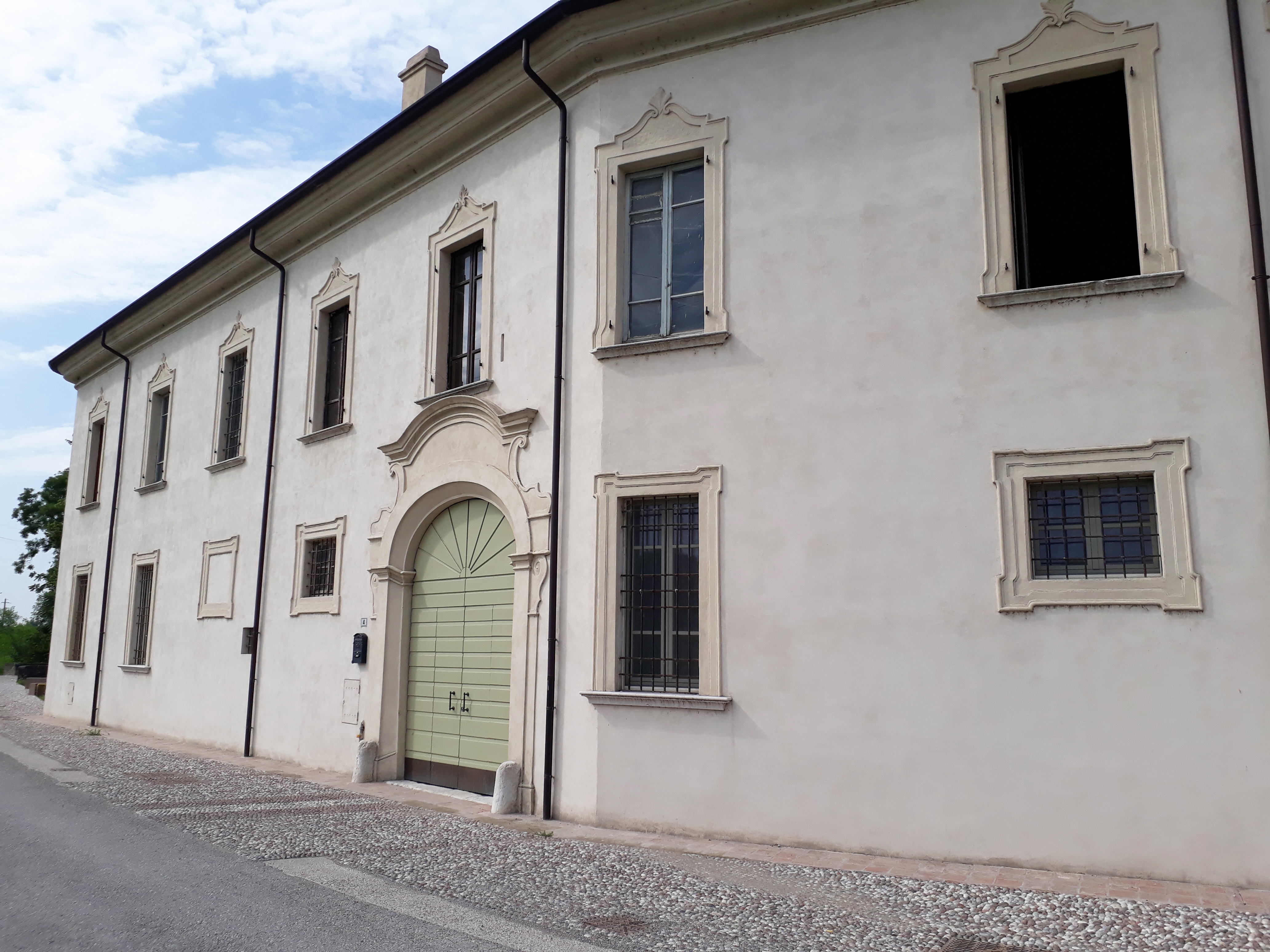
Casaloldo, Palazzo Aliprandi a Molinello (Casaloldo).

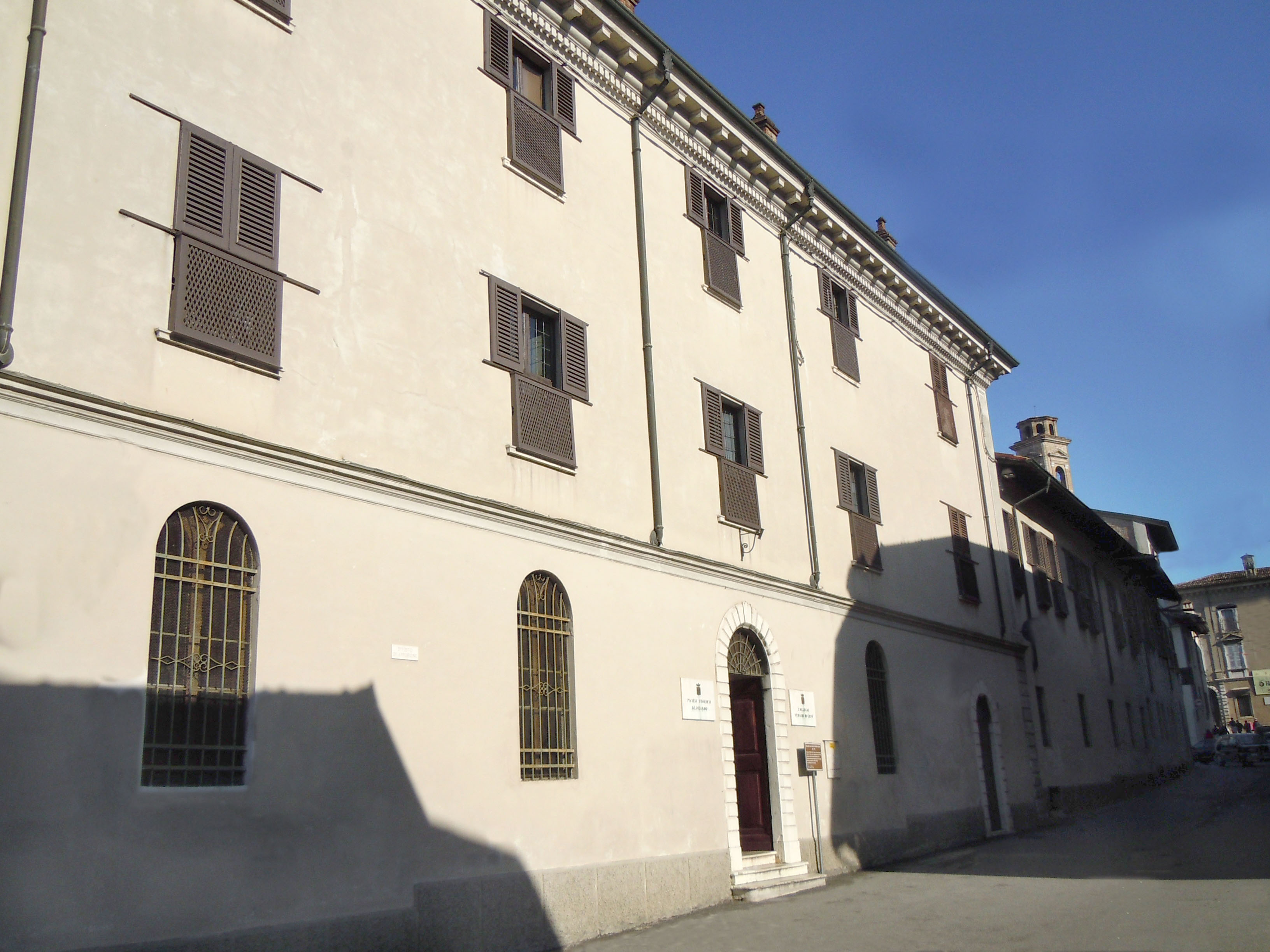
Il Collegio delle Nobili Vergini di Gesù a Castiglione delle Stiviere nel Palazzo Aliprandi.

Giovanni Antonio Aliprandi (Pavia?, XVI secolo – XVI secolo) è stato un banchiere italiano.

## Biografia
Originario di Pavia e proveniente forse da Mantova dove gli Aliprandi si erano stabiliti dal XIII secolo, ricoprì l'incarico di zecchiere di corte dei Gonzaga di Castiglione.
Sposò Camilla Pavesi ed ebbero una figlia, Elena, nata nel 1573. Costei sposò segretamente nel 1588 il marchese di Castiglione Rodolfo Gonzaga, che si era invaghito di lei, ma il matrimonio fu reso noto solo alla fine di febbraio del 1590. Dal matrimonio nacquero quattro figlie, tre delle quali, Cinzia, Olimpia e Gridonia, fonderanno l'ordine religioso delle Vergini di Gesù. Rodolfo Gonzaga fu accusato da papa Sisto V di aver battuto monete contraffatte (le "baiocchelle") e venne scomunicato dal pontefice. Per lo stesso motivo il suocero Giovanni Antonio, dopo la morte di Rodolfo, venne accusato da papa Clemente VIII di contraffazione e fatto arrestare dal duca di Mantova nel luglio 1595 per disposizione papale, ma non venne mai estradato. 
Giovanni Antonio era proprietario di Corte Molinello, del XV secolo, sita a Molinello di Casaloldo, che la famiglia utilizzava per vacanza e presso il quale la figlia Elena trovò rifugio, nel 1594, dopo l'assassinio del marito, avvenuto a Castel Goffredo il 3 gennaio 1593. Il palazzo della corte divenne nel 1645 sede del convento delle Vergini di Gesù, assieme all'altro palazzo della famiglia Aliprandi a Castiglione delle Stiviere, tuttora esistente.